# Pediasia pedriolellus
Pediasia pedriolellus là một loài bướm đêm trong họ Crambidae.